# Ospa Eguna
L'Ospa Eguna ('dia de la partida') és una festa de caràcter reivindicatiu que se celebra d'ençà del 2011 a la localitat navarresa d'Altsasu que té per objectiu reivindicar l'expulsió de les forces de seguretat espanyoles de la vila i de tot el País Basc. La festa, de caràcter marcadament polític i vinculada a l'esquerra abertzale, ha estat objecte de persecucions polítiques i judicials per part del nacionalisme espanyol i està relacionada amb el Cas Altsasu. Habitualment els darrers dies d'agost o els primers de setembre i l'organitza el col·lectiu Ospa Mugimendua, creat amb el propòsit d'organitzar la festa.

## Actes
L'acte principal de la festa és una cercavila (kalejira) que és una paròdia d'una desfilada militar, en què els participants es disfressen de Guàrdies Civils, Policies Nacionals, militars o legionaris i en fan befa, generalment amb actuacions teatralitzades. Els participants pretenen ridiculitzar els cossos de defensa espanyols i, en particular, la Guàrdia Civil, que té una caserna a la vila. L'acte, més enllà de l'ambició de fer fora totes les forces de seguretat espanyoles de tot el País Basc, té per objectiu immediat de forçar el trasllat del destacament de guàrdies civils d'Altsasu. Aquest rebuig popular a la institució policial sovint ha estat contrapesat per les autoritats centrals, que han fet actes de suport explícit als guàrdies civils destinats.
Sol precedir la paròdia de desfilada / cercavila un dinar popular amb ballada, jocs infantils, tallers i balls de gegants i, acabada la processó, la lectura d'un manifest que reclama la partida de les forces de seguretat espanyoles.

## Edicions
La primera edició va ser el 2011 amb una cercavila força polèmica en la qual els participants anaven disfressats d'integrants de diversos cossos de seguretat i defensa espanyols i mostrant simbologia feixista i nazi com a paròdia i befa, tot coincidint amb les festes patronals. D'aquestes imatges, els organitzadors en realitzaren un documental que parodiava un telenotícies del NO-DO tot vinculant la figura del rei Joan Carles amb el franquisme. El 2012 la festa es reedità sense incidents, però el 2013 la Guàrdia Civil desallotjà la plaça i es produïren aldarulls, i així, tot i que la diada se celebrà, molts d'actes se suspengueren. El 2014 la festa es tornà a celebrar sense incidències, mentre que el 2015 tornà a ser polèmic perquè la Guàrdia Civil confiscà tres carrosses al·legant, segons la Delegació del Govern, que es podia tractar d'un delicte d'injúria envers els cossos de seguretat. El 2016 la festa es tornà a desenvolupar amb normalitat i sense intervenció de la Guàrdia Civil.
L'octubre de 2016, un mes més tard de la festa, s'esdevengué una batussa en un bar entre joves locals i membres de la Guàrdia Civil de paisà que comportà l'obertura d'un procediment judicial, conegut com el Cas Altsasu. Dos dels vuit acusats feien part del col·lectiu Ospa Mugimendua que organitza la festa; això comportà que l'edició del 2017 no se celebràs per voluntat dels organitzadors, que al·legaven que no volien escalfar l'ambient ni provocar la fiscalia per no perjudicar els acusats.
El 2018 la festa es reedità, aquesta vegada sense incidències. El 2019 la fiscalia de l'Audiència espanyola demanà que es prohibís l'acte perquè considerava que podia constituir un delicte d'odi i un altre d'enaltiment del terrorisme, però l'Audiència espanyola ho desestimà, per bé que ordenant a les forces de seguretat que el supervisassin; la festa es desenvolupà, però, sense incidents.
El 2020 la festa estigué marcada per la pandèmia per coronavirus i per una nova petició de prohibició per part de diversos partits polítics espanyolistes i associacions de la Guàrdia Civil, la qual, així i tot, fou novament rebutjada per l'Audiència nacional, que autoritzà la celebració. No obstant això, atesa la situació sanitària solament se celebrà la cercavila. Les edicions següents s'han celebrat sense incidents.